# Сидни на макс
„Сидни на макс“ (на английски: Sydney to the Max) е американски комедиен сериал, създаден от Марк Рейсман, който се излъчва по Дисни Ченъл на 25 януари 2019 г. до 26 ноември 2021 г. В сериала участват Рут Риги, Ава Колкър, Джаксън Долинджър, Крисчън Дж. Саймън, Иън Рийд Кеслър и Каролин Риа.

## Актьорски състав
- Рут Риги – Сидни Рейнълдс
- Ава Колкър – Олив, най-добрата приятелка на Сидни
- Джаксън Долинджър – младият Макс Рейнълдс
- Крисчън Дж. Саймън – Лео, приятел от детството на Макс
- Иън Рийд Кеслър – възрастният Макс Рейнълдс, бащата на Сидни
- Каролин Риа – Джуди, баба на Сидни
- Ризван Манджи – вицедиректор Вирмани
- Хулия Гарсия – Еми
- Амелия Рей – София, съученичка и приятелка на Сидни и Олив
- Броган Хол – Бъки, съученик и приятел на младите Макс и Лео
- Касидей Фралин – Младата Алиша, братовчедка на Лео
- Ерик Алън Креймър – Треньор Карлок
- Реджиналд ВелДжонсън – Директор Линкънбери
- Томас Ф. Уилсън – Дядо Дъг

## В България
В България сериалът е излъчен през 2019 г. по Дисни Ченъл. На 1 ноември 2021 г. започва трети сезон с разписание всеки делник от 18:55 г.

### Нахсинхронен дублаж
| Роля             | Изпълнител       |
| ---------------- | ---------------- |
| Олив             | Далия Георгиева  |
| Възрастният Макс | Иван Велчев      |
| Джуди            | Даниела Горанова |
| Луси             | Лина Шишкова     |
| Джордан          | Мина Костова     |